# Бёрш (коммуна)
Бёрш (фр. Boersch) — коммуна на северо-востоке Франции в регионе Гранд-Эст (бывший Эльзас — Шампань — Арденны — Лотарингия), департамент Нижний Рейн, округ Мольсем, кантон Мольсем. До марта 2015 года коммуна административно входила в состав упразднённого кантона Росайм (округ Мольсем).
Площадь коммуны — 23,35 км², население — 2338 человек (2006) с тенденцией к росту: 2412 человек (2013), плотность населения — 103,3 чел/км².

## Население
Население коммуны в 2011 году составляло 2428 человек, в 2012 году — 2420 человек, а в 2013-м — 2412 человек.
| 1962 | 1968 | 1975 | 1982 | 1990 | 1999 | 2006 | 2008 | 2011 | 2012 | 2013 |
| ---- | ---- | ---- | ---- | ---- | ---- | ---- | ---- | ---- | ---- | ---- |
| 1172 | 1154 | 1407 | 1663 | 1892 | 2107 | 2338 | 2401 | 2428 | 2420 | 2412 |

Динамика населения:

## Экономика
В 2010 году из 1656 человек трудоспособного возраста (от 15 до 64 лет) 1289 были экономически активными, 367 — неактивными (показатель активности 77,8 %, в 1999 году — 73,7 %). Из 1289 активных трудоспособных жителей работали 1219 человек (653 мужчины и 566 женщин), 70 числились безработными (30 мужчин и 40 женщин). Среди 367 трудоспособных неактивных граждан 112 были учениками либо студентами, 158 — пенсионерами, а ещё 97 — были неактивны в силу других причин.

## Достопримечательности (фотогалерея)

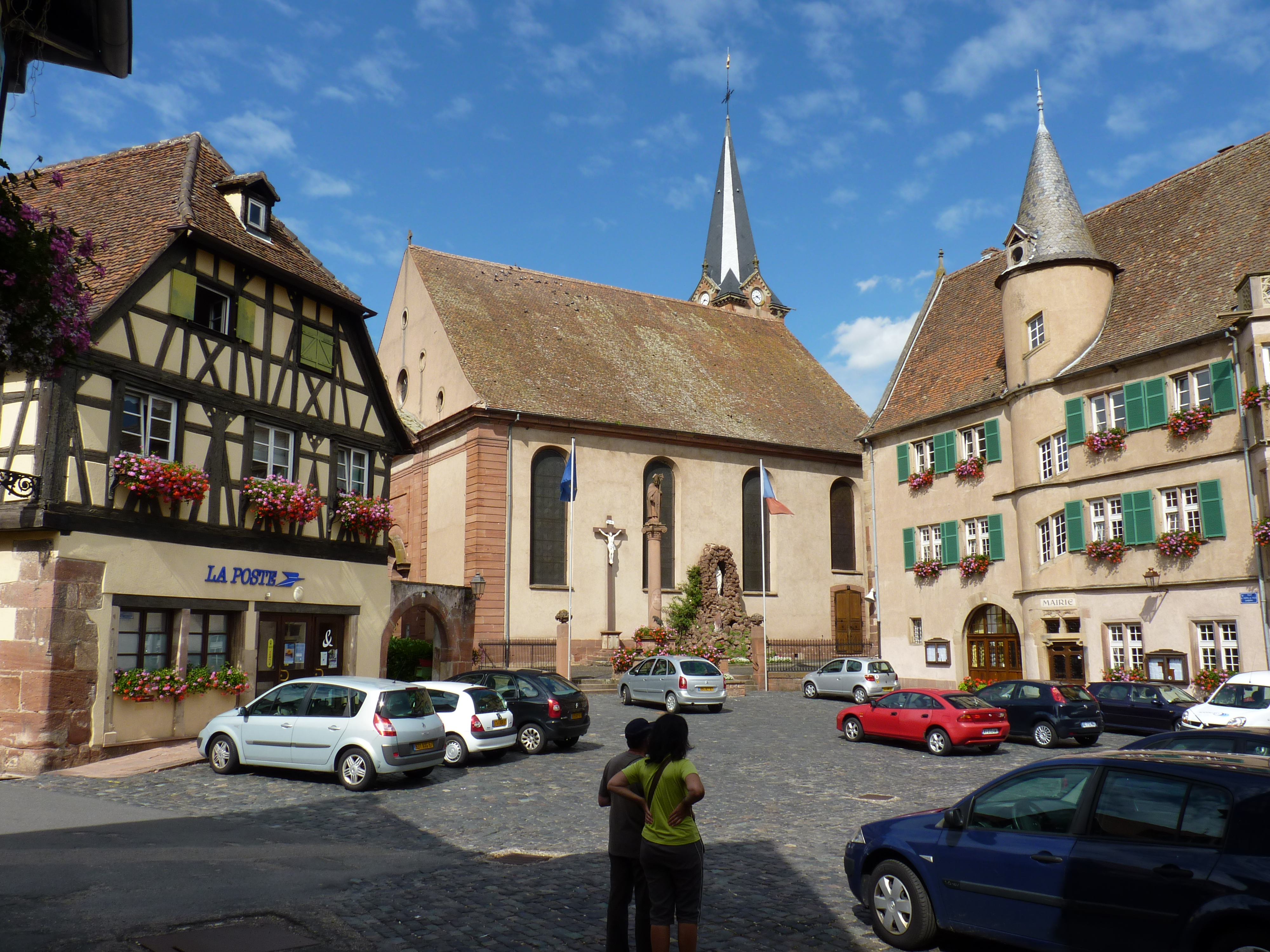
Центральная площадь
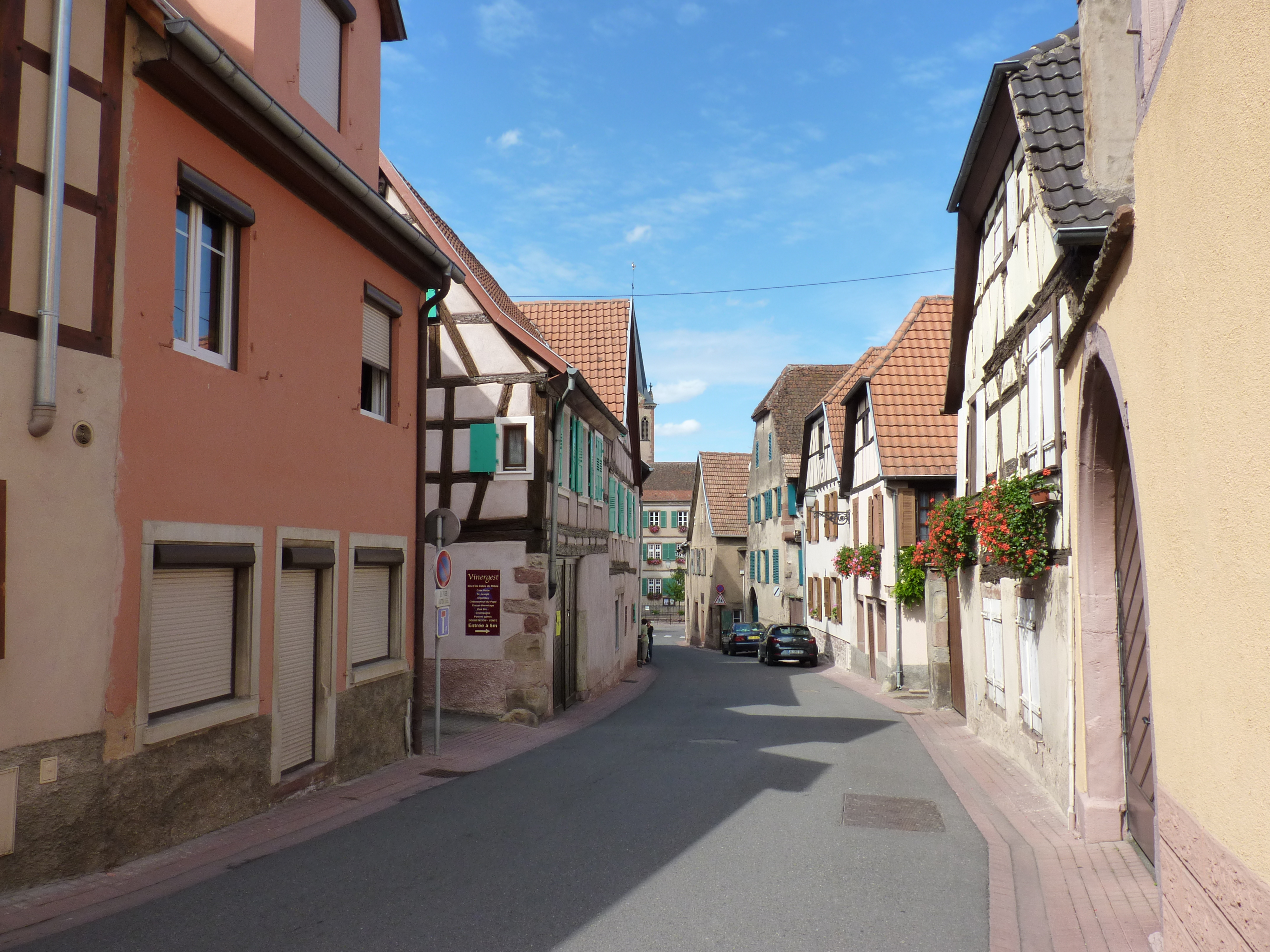
Средневековая улица
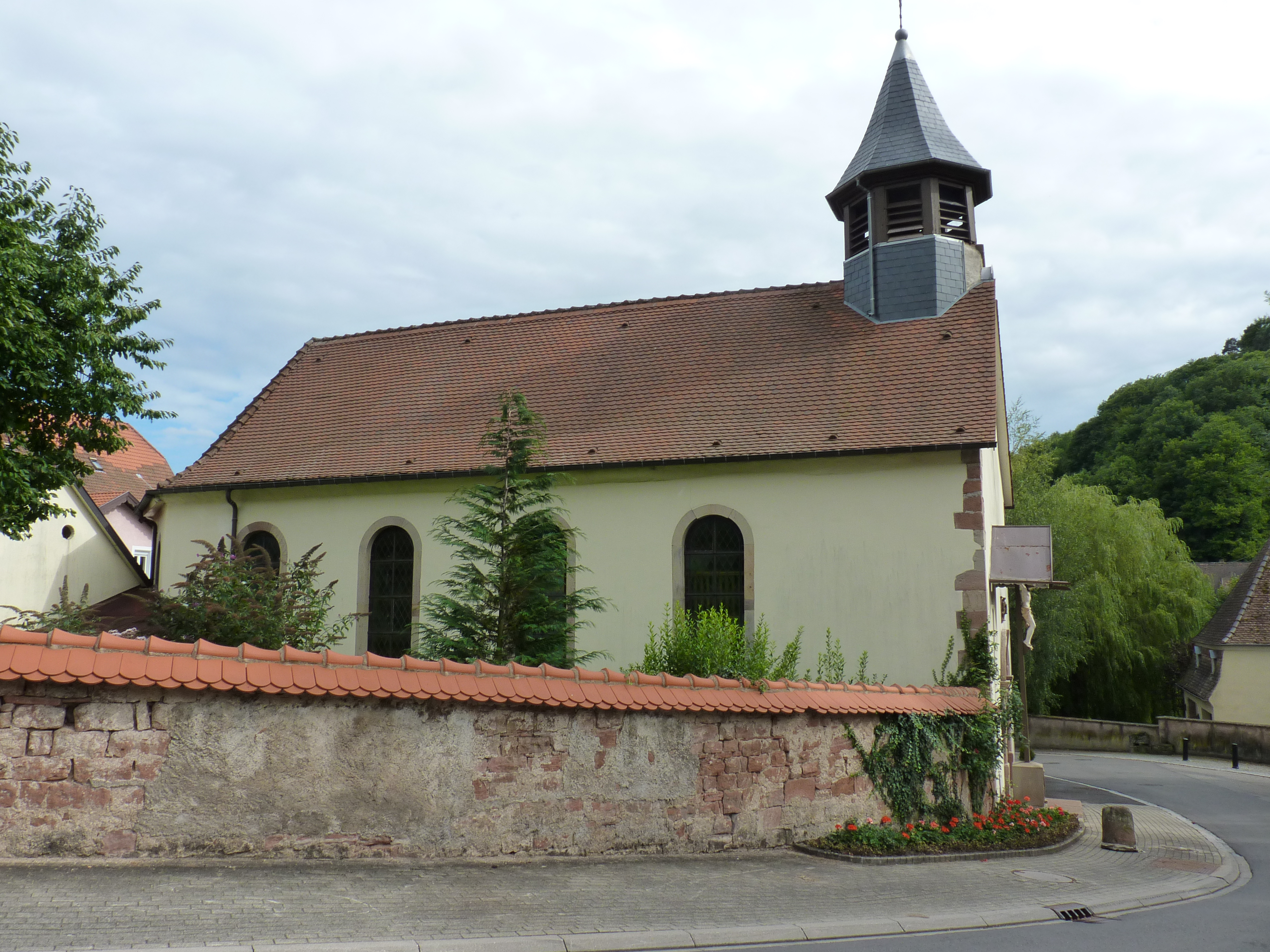
Католическая церковь
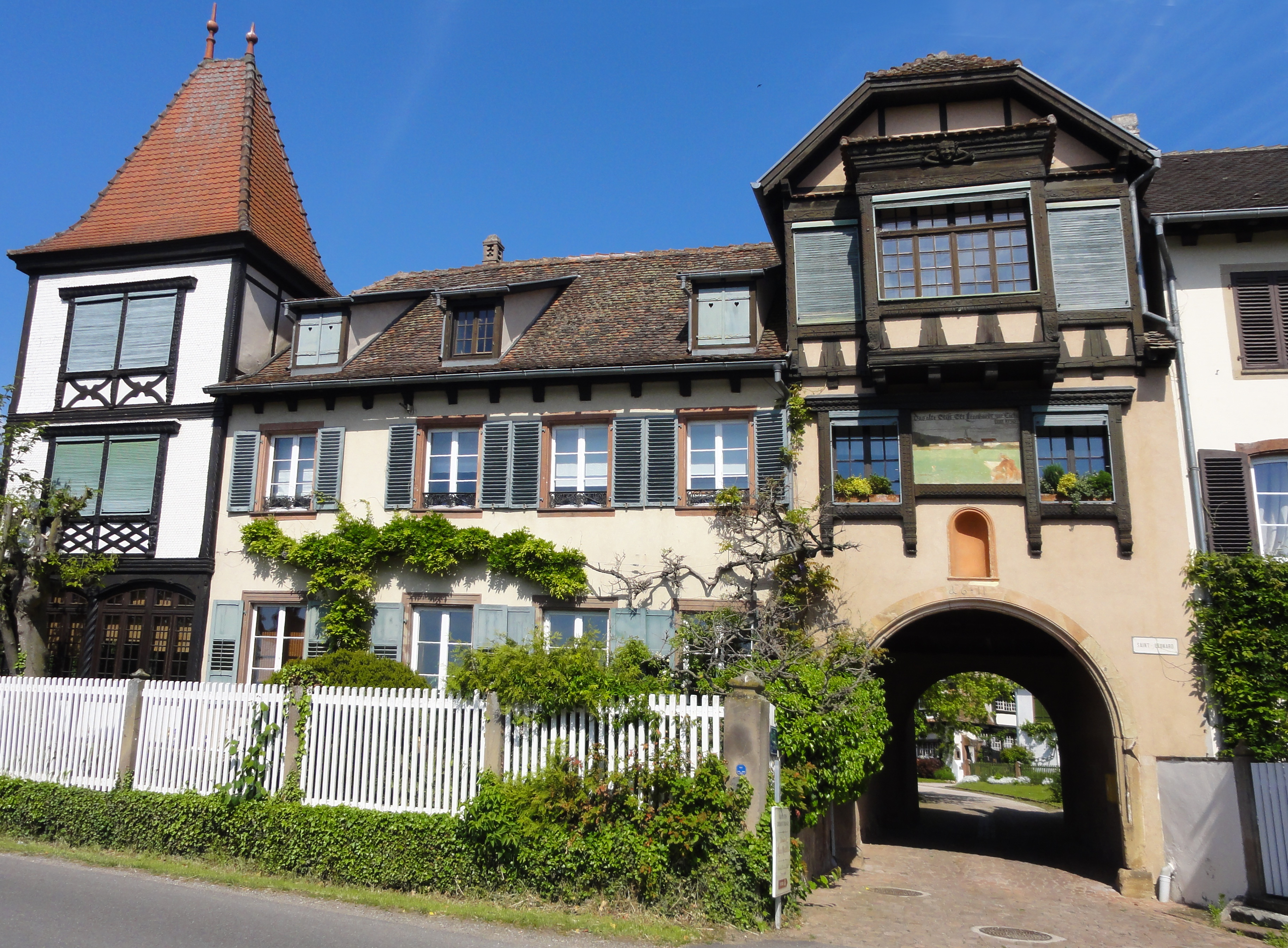